# Masgivém
Masgivém foi um oficial, de provável origem moura, que esteve ativo no começo do século VI no Reino Mauro-Romano. Foi descrito como um prefeito militar numa inscrição segundo a qual construiu, em 508, um forte em Altava, na Mauritânia Cesariense, sob o rei dos mouros e romanos Masuna.